# Onslow Mountain
Onslow Mountain är ett berg i Kanada.   Det ligger i provinsen British Columbia, i den södra delen av landet, 3 000 km väster om huvudstaden Ottawa. Toppen på Onslow Mountain är 1 943 meter över havet.
Terrängen runt Onslow Mountain är huvudsakligen bergig, men åt nordväst är den kuperad. Trakten runt Onslow Mountain är nära nog obefolkad, med mindre än två invånare per kvadratkilometer.. Det finns inga samhällen i närheten. 
Trakten runt Onslow Mountain består i huvudsak av gräsmarker.